# Janne Hänninen
Janne Tapio Hänninen (Outokumpu, 16 augustus 1975) is een Fins oud-langebaanschaatser en schaatscoach.

## Biografie
Janne Hänninen heeft in 15 jaar actieve schaatsjaren nooit een podium bereikt bij een internationaal kampioenschap. In 2003 bij de WK Afstanden in Berlijn was hij het dichtst bij een medaille. Op de 1000 meter kwam hij 0,07 seconde te kort om de derde tijd van Joey Cheek te evenaren.
Bij wereldbekerwedstrijden heeft hij wel een aantal keer op het podium mogen staan. Hij zette driemaal de tweede en eenmaal een derde tijd neer. Twee van deze podiumplaatsen behaalde hij in zijn laatste schaatsjaar.
In zijn actieve carrière heeft Hänninen nooit sneller dan 35 seconde gereden op 500 meter. Hij kwam slechts 0,01 seconde te kort om deze tijdsbarrière te breken.
Na het seizoen 2005-2006 nam Hänninen afscheid van het wedstrijdschaatsen als schaatser, maar de ijsbaan zei hij niet vaarwel. Het seizoen erna stond hij namelijk langs de baan de Finse schaatsselectie te coachen en niet zonder succes. Pupil Pekka Koskela werd bij het WK Sprint van 2007 in Hamar tweede en kon zo 35 jaar na Leo Linkovesi een sprintmedaille mee terugnemen naar Finland.

## Persoonlijke records
| Afstand    | Tijd    | Datum            | Baan           |
| ---------- | ------- | ---------------- | -------------- |
| 500 meter  | 35,00   | 1 december 2001  | Salt Lake City |
| 1000 meter | 1.08,45 | 16 februari 2002 | Salt Lake City |
| 1500 meter | 1.46,04 | 19 februari 2002 | Salt Lake City |
| 3000 meter | 3.59,84 | 1 juli 1998      | Calgary        |
| 5000 meter | 7.26,67 | 6 maart 1993     | Hamar          |

## Resultaten
| jaar | Fins NK Sprint | Olympische Spelen            | WK Afstanden                | WK Sprint | WK Junioren |
| ---- | -------------- | ---------------------------- | --------------------------- | --------- | ----------- |
| 1992 |                |                              |                             |           | NC22        |
| 1993 | Goud           |                              |                             |           | 10e         |
| 1994 | Zilver         |                              |                             |           | NC15        |
| 1995 | Goud           |                              |                             | 25e       | 15e         |
| 1996 | Goud           |                              | -                           | 28e       |             |
| 1997 | Goud           |                              | NF2 500m 20e 1000m          | 21e       |             |
| 1998 | Goud           | 18e 500m 21e 1000m           | 10e 500m 10e 1000m          | 15e       |             |
| 1999 |                |                              | 10e 500m 21e 1000m          | 8e        |             |
| 2000 |                |                              | 18e 500m 19e 1000m          | 13e       |             |
| 2001 | Goud           |                              | 10e 500m 12e 1000m          | 15e       |             |
| 2002 | Goud           | 15e 500m 10e 1000m 13e 1500m |                             | 11e       |             |
| 2003 | Goud           |                              | 10e 500m 4e 1000m 7e 1500m  | 10e       |             |
| 2004 |                |                              | 12e 500m 9e 1000m 11e 1500m | 8e        |             |
| 2005 |                |                              | 11e 500m 7e 1000m           | 14e       |             |
| 2006 |                | 15e 500m 25e 1000m           |                             | 16e       |             |

- = geen deelname
NC# = niet gestart op de 4e afstand, maar wel als # geklasseerd in de eindrangschikking
NF2 = niet gefinisht op de 2e afstand